# خلافة عامة
خلافة عامّة هي نوع من مفهوم الحكم الإسلامي الذي قدمه شاه ولي الله في كتابه إزالة الخفاء عن خلافة الخلفاء.
وفي هذا الكتاب يُقدم تصنيفًا فريدًا للخلافة إلى "العامة" و"الخاصة". كل ما شُرح حتى الآن فيما يتعلق بالمؤهلات، أو طرق الانتخاب، أو وظائف وواجبات الخليفة، يتعلق بما يسميه شاه ولي الله الخلافة العامة.[بحاجة لمصدر]
وهذا النوع الأخير من الخلافة، (أي الخلافة العامة)، يمكن إقامته في أي وقت من الأوقات في التاريخ عندما تتوفر الظروف اللازمة لذلك. إن الخليفة الذي ينتمي إلى مرتبة الخلافة العامة لا يتمتع بالمستوى الرفيع من الإيمان من الجماعة.[بحاجة لمصدر]
وأفراد المجتمع يؤيدون تعيينه بناء على مستوى عال من العلم والنزاهة، ولكنهم يفعلون ذلك بناء على رأيهم في ذلك فقط، وليس عملا بأي إشارة وحي أو موافقة نبوية في ذلك.[بحاجة لمصدر]